# مارتا آرندزی

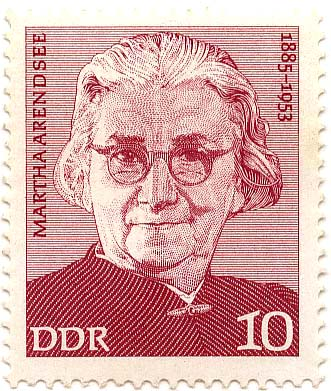
تصویر مارتا آرندزی بر روی تمبر

مارتا آرندزی (انگلیسی: Martha Arendsee) یک سیاست‌مدار اهل آلمان است.